# Радио Москвы (радиостанция)
Радио Москвы (до 26 февраля 2014 года — Говорит Москва) — российская радиостанция, вещающая в Москве. Входит в Объединённую редакцию московских средств массовой информации «Москва Медиа». В эфире радиостанции можно услышать федеральные и московские новости, поп-музыку, программы разнообразной тематики.
Радиостанция «Говорит Москва» начала вещание 1 сентября 1997 года на третьей кнопке городской трансляционной сети. Тогда москвичи и гости столицы впервые услышали в эфире позывные радиостанции «Говорит Москва». В течение 10-ти лет радиостанцию возглавляла главный редактор Скалкина Марина Евгеньевна. C апреля 2006 года ориентировочно до 06:50 1 февраля 2013 года радиостанция вещала на частоте 92 МГц в Москве. С 1 февраля 2013 года частота передана радиостанции «Москва FM», а «Говорит Москва» осталась, как и раньше, только на третьей кнопке и в интернете, ежедневно с 06:00 до 00:00, но уже без перерыва по будням с 14:00 до 15:00, как это было до 2006 года.
С 26 февраля 2014 года радиостанция переименована в «Радио Москвы», поскольку в FM-диапазоне на частоте 94,8 МГц — бывшей частоте ныне закрытой RU.FM — вещает радиостанция с тем же названием.
С 1 февраля 2025 года радиостанция круглосуточно вещает в московском FM-диапазоне на частоте 105,3 МГц.

## Руководители
- Назаров Матвей Владимирович — генеральный директор

## Интересные факты
- Ведущие радиостанции «Говорит Москва» Игорь Рябов и Сергей Воробьев с 08:00 2 апреля по 13:00 4 апреля 2012 года провели в эфире 53 часа подряд, без отдыха и сна, для того, чтобы установить новый мировой рекорд. Рекорд ведущих был занесён в Книгу рекордов Гиннеса как «самое продолжительное командное радио-ток-шоу»[3].
- С 10 февраля 2014 года на частоте 94,8 FM (ранее на этой частоте вещали станции «Моя семья» и «RU.FM») началось вещание радиостанции «Говорит Москва», но не имеющее отношения к этой радиостанции. Главным редактором стал журналист Сергей Доренко[4]. Таким образом, с 10 по 26 февраля 2014 года существовало два разных СМИ с одинаковым названием.